# Римская премия (Бельгия)

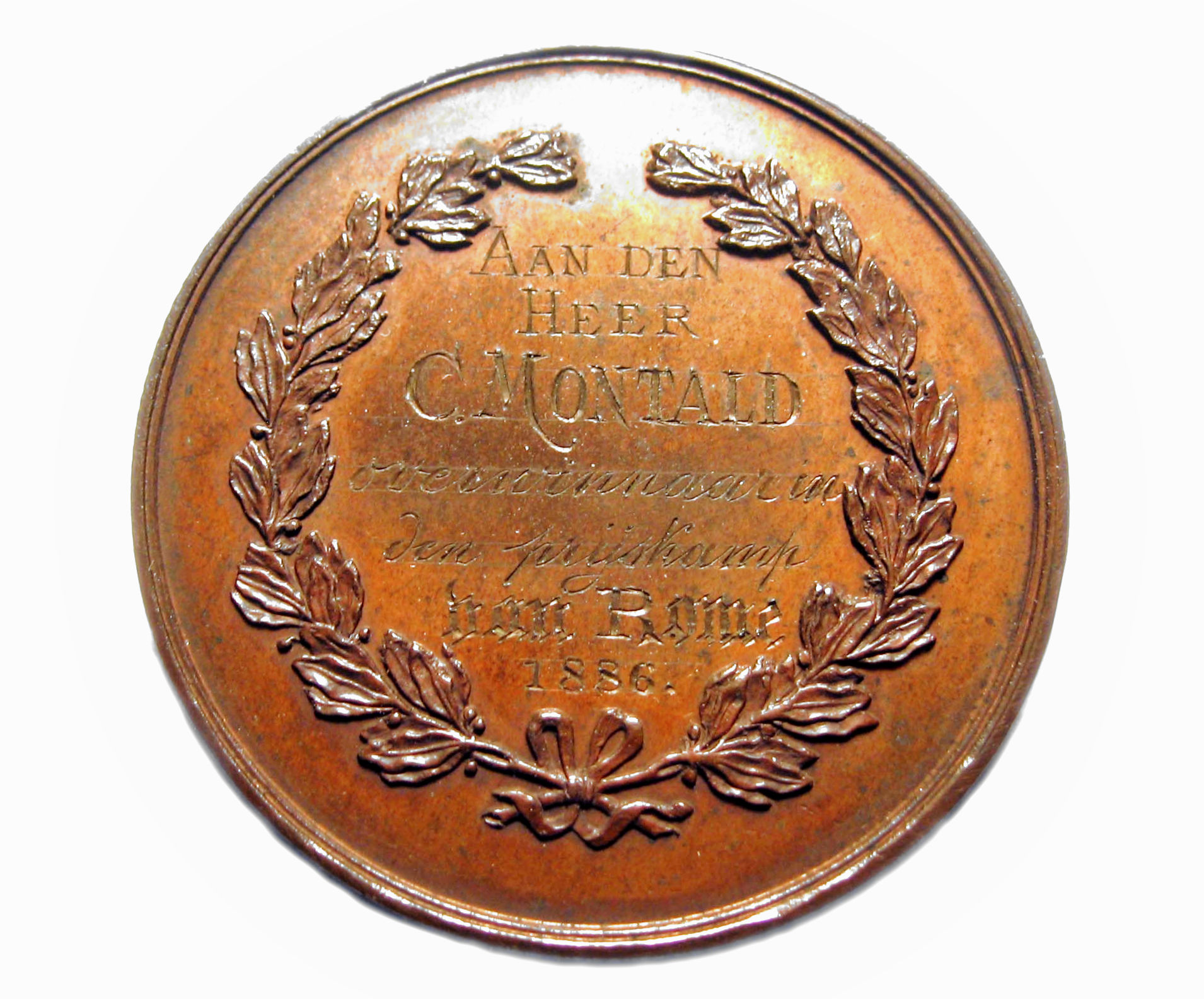
Медаль, выбитая в 1886 году для лауреата премии художника Констана Монталя

Римская премия (фр. Prix de Rome, нидерл. Prijs van Rome) — награда в области искусства, существовавшая в Бельгии с 1832 по 1973 годы и присуждавшаяся художникам, гравёрам, скульпторам и архитекторам. Лауреат главной премии получал возможность отправиться в Рим и жить там в течение нескольких лет за счёт стипендии; жюри могло также присудить вторую премию в виде золотой медали. В 1841 году была добавлена пятая номинация для композиторов, в условия награждения которой входили полгода работы в Италии, полгода во Франции и полтора года в Германии. Первоначально премию присуждала Королевская академия изящных искусств в Антверпене, с 1921 года присуждение организовывало министерство наук и искусств.

## История
Первая Римская премия была учреждена в 1663 году во Франции. В 1807 году Людовик Бонапарт учредил в Голландском королевстве премию по такому же образцу, вручавшуюся в течение трёх лет (до его отречения от престола); в 1817 году король пришедшего на смену Голландскому королевству Объединённого королевства Нидерландов Виллем I переучредил нидерландскую Римскую премию с присуждением каждые два года через Антверпенскую академию искусств. После Бельгийской революции 1830 года Антверпенская академия оказалась на территории получившей независимость Бельгии и продолжила свою работу по присуждению Римской премии, которая с 1847 года стала ежегодной (однако не все номинации разыгрывались каждый год). Соискатели премии изначально должны были быть не старше 30 лет, с 1892 года — не старше 31 года; к участию допускались шесть финалистов, при наличии большего количества претендентов проводился предварительный отбор. После перерыва на годы Первой мировой войны в 1919—1921 гг. премия присуждалась в двух возрастных группах: до 31 года, как обычно, и в категории 31-35-летних, для тех, кто не мог вовремя поучаствовать в розыгрыше премии из-за войны. После 1921 года предельный возраст соискателей был понижен до 26 лет, затем правила менялись ещё несколько раз, и наконец в 1973 году единая Римская премия была упразднена, поскольку организация бельгийской культурной жизни была передана полностью на уровень регионов и сообществ.

## Некоторые лауреаты

### Архитекторы
- Луи Деласенсери (1862)

### Живописцы
- Антуан Вирц (1832)
- Жан-Франсуа Портальс (1842)
- Шарль де Гру (вторая премия; 1850)
- Полидор Бофо (1857)
- Ксавье Меллери (1870)
- Констан Монталь (1886)
- Жан Дельвиль (1895)

### Скульпторы
- Йозеф Гефс (1836)
- Жюльен Дилленс (1887)
- Эжид Ромбо (1891)
- Виктор Руссо (1894, вторая премия)
- Оливье Стребель (1956)

### Композиторы
- Этьенн Субр (1841)
- Адольф Самуэль (1845)
- Франсуа Огюст Геварт (1847; вторая премия Жак Лемменс)
- Александр Штадтфельд (1849)
- Эдуард Лассен (1851)
- Луиджи Аньези (1853)
- Пьер Де Мол (1855)
- Петер Бенуа (1857)
- Жан Теодор Раду (1859)
- Жозеф Дюпон (1863)
- Густав Юберти (1865)
- Хендрик Валпут (1867)
- Виллем Де Мол (1871)
- Исидор Де Вос (1875)
- Эдгар Тинель (1877)
- Сильвен Дюпюи (1881)
- Поль Жильсон (1889)
- Гийом Лекё (1891, вторая премия)
- Лодевейк Мортелманс (1893)
- Мартин Лунссенс (1895)
- Жозеф Йонген (1897)
- Франсуа Расс (1899)
- Адольф Биарент (1901)
- Альбер Дюпюи (1903)
- Леон Йонген (1913)
- Фернан Кине (1921)
- Жан Абсиль (1922)
- Рене Дефоссе (1935)